# A Pleasant Shade of Gray
„A Pleasant Shade of Gray“ (съкращавано до APSOG) е студиен албум от 1997 година на американската прогресив метъл група Fates Warning.
По оригинален замисъл албумът е трябвало да съдържа само една, но много дълга песен с дължина около 50 минути, но по изрично настояване на издателя Metal Blade Records тя е разделена на 12 части, превръщайки се в своеобразен концептуален албум. След края на последната част има кратък период на тишина, последван от 20 секунди звън на будилник. Отделните части са номерирани с римски цифри. Въпреки формалното разделяне на песента обаче тя продължава да звучи монолитно и много почитатели на групата и музикални критици смятат този албум за най-големия шедьовър на Fates Warning.
В музикално отношение „A Pleasant Shade of Gray“ съдържа както характерното за по-ранните години на групата твърдо метъл звучене основано на бързите китарни рифове на композитора и текстописец на албума Джим Матеос, споено от баса на Джоуи Вира с джаз-фюжън импровизациите на барабаниста Марк Зондър, така и мелодичните клавишни партии на известния с работата си с Дрийм Тиътър пианист Кевин Мур, и специфичните вокали на певеца Рей Олдър. Текстовете в албума са носталгични, посветени на изследването на личните духовни пространства и изплъзващите се спомени от един отминаващ живот.

## Списък на песните
1. Part I – 1:53
2. Part II – 3:25
3. Part III – 3:53
4. Part IV – 4:26
5. Part V – 5:24
6. Part VI – 7:28
7. Part VII – 4:51
8. Part VIII – 3:31
9. Part IX – 4:45
10. Part X – 1:19
11. Part XI – 3:34
12. Part XII – 7:45

## Състав
- Рей Олдър – вокали
- Джим Матеос – китари
- Марк Зондър – барабани
- Джоуи Вира – бас китара
- Кевин Мур – клавири